# Jimmy McGriff
Jimmy McGriff (rodným jménem James Harrell McGriff; 3. dubna 1936 Filadelfie – 24. května 2008 tamtéž) byl americký jazzový varhaník. Ve svých osmi letech začal hrát na bicí a brzy poté i na několik dalších nástrojů. Ve svých profesionálních počátcích hrál na kontrabas, ale když začaly k popularitě přicházet varhany, začal hrát na varhany. během své kariéry spolupracoval s řadou hudebníků, mezi které patří Richard „Groove“ Holmes, Stanley Turrentine, David „Fathead“ Newman, Blue Mitchell nebo Lonnie Smith. Zemřel na komplikace s roztroušenou sklerózou ve svých dvaasedmdesáti letech.